# Óscar Giacché
Óscar Adolfo Giacché (Bernal, Província de Buenos Aires, 14 d'agost de 1923 - 21 d'octubre de 2005) va ser un ciclista argentí que combinà el ciclisme en pista amb la ruta. Va participar en els Jocs Olímpics de 1948 i als de 1952.

## Palmarès
- 1946
  -  Campió de l'Argentina en velocitat
- 1947
  - 1r a la Doble Bragado
- 1949
  -  Campió de l'Argentina en velocitat
- 1951
  - Medalla d'or als Jocs Panamericans en persecució per equips